# シュトゥットガルト - ネルトリンゲン線
シュトゥットガルト - ネルトリンゲン線（シュトゥットガルト - ネルトリンゲンせん、ドイツ語：Bahnstrecke Stuttgart-Bad Canstatt–Aalen）はバーデン＝ヴュルテンベルク州シュトゥットガルト・バート＝カンシュタット駅とバイエルン州ネルトリンゲン駅を結ぶ幹線鉄道路線である。シュトゥットガルト - アーレン区間はレムス線或いはレムス谷線とも呼ばれる。名称はヴァイブリンゲン - エッシンゲン区間と平行に流れるレムス川から由来する。レムス線は伝統的にバート＝カンシュタット - アーレン - ネルトリンゲン区間を示したが、今頃はほとんどの場合シュトゥットガルト中央駅 - アーレン中央駅の区間がレムス線と表示される。アーレン - ネルトリンゲン区間は「リース線」に属する。この路線は全区間にかかって電化されている。

## 沿線概況
この路線の起点はバート＝カンシュタット駅であり、路線距離はそこから測定されている。四つの線路はその駅から離れて立体交差でフィルス谷線の上から分岐する。以下の区間は右側通行で、一般線路は内部で、Sバーン緩行線は外部で続く。起点からフェルバッハ駅まで高度は60 mずつ上がる。フェルバッハ - ヴァイブリンゲン区間ではSバーン列車用立体交差線路が設備されて、この路線の列車がムル線を経由する列車と障害なしに互いに通行することができる。また五番目の線路が設置され、急行列車とSバーン列車は相互通行には障害が少ない。くさび型駅であるヴァイブリンゲン駅ではシュヴェビシュ＝ハル・ヘッセンタール駅方面の路線が分岐する。
ヴァイブリンゲン駅からは複線線路がアーレンまで続き、高度はレムス川を沿ってボイテルスバッハ駅まで低くなる。列車はエンダースバッハ駅に至る前にアーチ型高架橋を通じて、ハイデンバッハ小川を渡る。ショルンドルフ駅ではヴェルツハイム方面のヴィースラウフ谷線が分岐する。ウルバッハ駅の前に列車はレムス川を渡って走り続ける。シュヴェービシュ＝グミュント駅では1986年頃までゴェピンゲン方面のホーヘンシュタウフェン鉄道が分岐した。
この路線はエッシンゲンまでレムス川を沿って続く。レムス川はエッシンゲンで南側から流れるが、列車は東の方へ向かい、分水嶺を通じてコッハー谷の方へ走行する。分水嶺では本来ならトンネルが計画されたが、その経路は曲線で迂回する形である。この路線の建設は全体的に巨大な人口構造物なしに実現されることができた。ブレンツ線はアーレン中央駅でこの路線と合流する。
列車は続いてコッハー川を沿って、北の方向へゴルツホェーフェ駅まで走行する。その駅では、この路線の乗降場がクライルスハイム方面の乗降場と分離されている。列車はネルトリンゲンまで、曲線の多い区間およびシュヴァーベンジュラ山脈の山すそを貫通するトンネルを通過する。終点であるネルトリンゲン駅の直前にはドムビュール方面の線路と旧ルートヴィヒ南北鉄道の一部であるプラインフェルト方面の線路が合流する。

## 歴史

### 王立ヴュルテンベルク鉄道時代

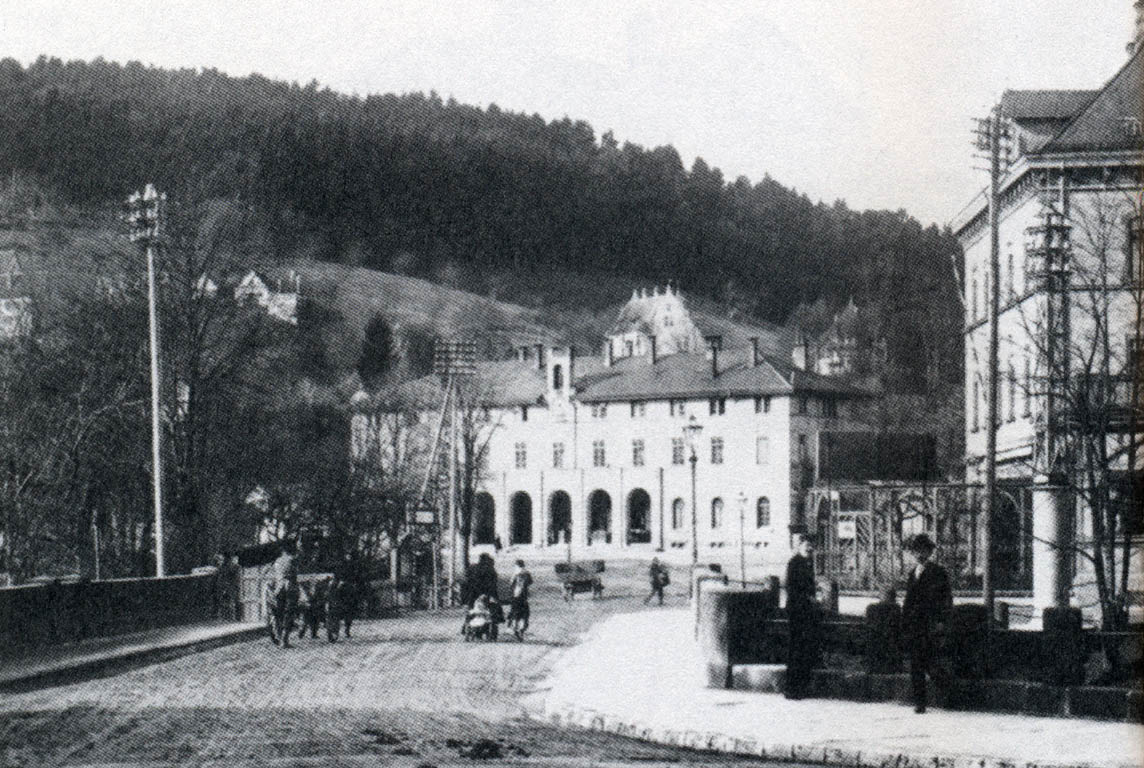
シュヴェービシュグミュント駅（1907年）

19世紀半ばの頃、シュトゥットガルトからウルムまでの東部線建設が論議され、アーレン経由の迂回連結かゴェピンゲン経由の直接連結かはその選択肢であった。第一案は相当な迂回路にもかかわらず、第二案より有望であった。しかし何年間の論議のすえに、ガイスリンゲンのぼり坂 (Geislinger Steige) の難工事が採択され、それで1850年フィルス谷線が開通した。
ヴュルテンベルク王国の幹線鉄道網が一段落された後、すぐに東北地方で建設された鉄道のプロジェクトは産業の中心地であるグミュント、アーレン、ハイデンハイムを鉄道で結び、ノェルドリンゲンでバイエルンと鉄道との連結を処理することであった。
鉄道建設企画の責任者であったゲオルク・フォン・モーロクは四つの候補経路を検討した。レムス谷線はフィルス谷線の線路共有で路線距離が短くなるので、東の経路の建設費が最も低かった。討論会でヴァイブリンゲン市及びショルンドルフ市は鉄道連結の要求条件で主導権を取った。少ない高度差による簡単な運用とより短い距離はヴァイブリンゲン、しょルンドルフ経由の経路の決定に影響した。
1861年7月25日カンシュタット - ヴァッサーアルフィンゲン区間が開通した。当時ヴュルテンベルクの主要製鉄企業であるシュヴェービシュ製鉄所はこの路線に使用された軌条を供給した。この路線にはやく1 kmの距離で線路監視小屋 (Bahnwärterhaus) が設置され、その内に電信機が設置された。
1863年10月3日この路線はネルトリンゲンまで延長され、そのでルートヴィヒ南北鉄道と接続することとなった。それでヴュルテンベルクとバイエルン間鉄道連結が二番目に形成された。国境線からネルトリンゲン駅までの区間はヴュルテンベルク王立鉄道が借地契約によって運営した。ネルトリンゲンではレムス鉄道向きの分離された駅舎と頭端式駅が設置された。
複線化工事はこの路線で初期に進行され、1864年カンシュタット - フルバッハ区間が複線線路が設置された。1910年にはグミュントまで2本の線路が設備された。一方アーレン - ゴルツホェーフェ区間は1866年既に複線で改修された。1897年5月ウンターテュルクハイム方面の三角線が開設された。その目的はシュスター線と同じくシュトゥットガルト中央駅の貨物交通を分散することであった。

### ドイツ帝国鉄道時代
第一次世界大戦の終戦後、グミュント - ウンターボェービンゲン区間は1920年、アーレンまでの区間は1926年に複線化された。第二次世界大戦の末期にドイツ軍はハイデンバッハ小川及びコッハー川上の鉄道橋を爆破した。それで列車はシュヴェービシュ・グミュントでホーヘンシュタウフェン線を通じて迂回し、フィルス線に到達せねばならなかった。アメリカ軍工兵団はエンダースバッハ小川に仮の鉄道橋を建設して、1945年8月には列車の通行が可能となった。その小川は過去には橋から見えたが、その時には川は道路の拡張で覆蓋された。1945年夏にコッハー川の鉄道橋にも列車運行が再開された。

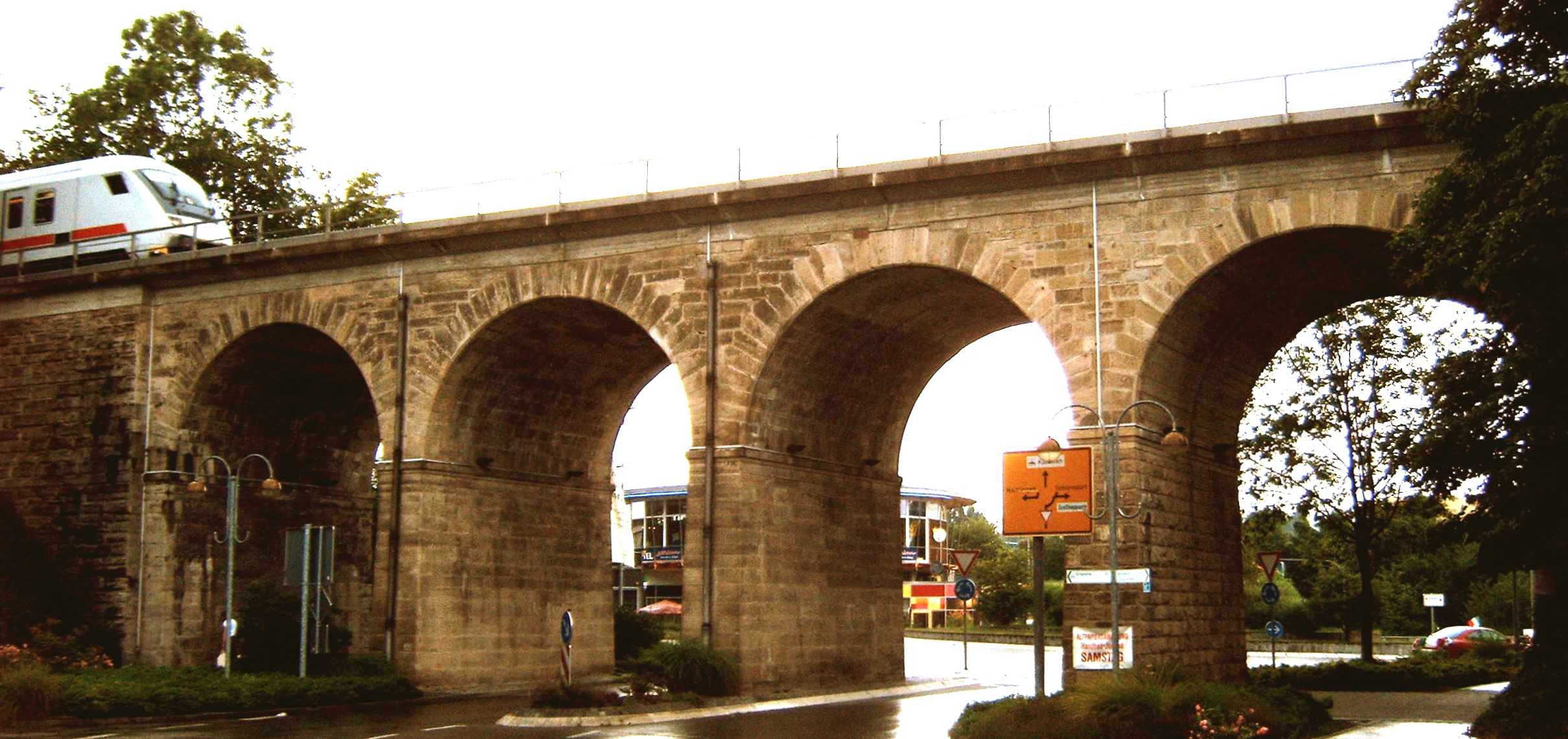
エンダースバッハ高架橋

### ドイツ連邦鉄道時代
レムス線は1949年ヴァイブリンゲンまで、1962年ショルンドルフまで電化され、それでシュトゥットガルト通勤列車システムは拡張されることができた。1971年にアーレン駅まで電化が完了した。1972年アーレン - ネルトリンゲン - ドナウヴェルト区間で電気運転が実現された。それで電力供給設備はシュトゥットガルト - ミュンヘン区間でウルム経由の路線以外に生成された。電化の背後事情の一つは1972年ミュンヘンで開催された夏季オリンピックであった。
1981年9月にショルンドルフ方面とバクナング方面にSバーン路線が開設された。1975年締結された第二次建設契約により様々な基本施設の改造は日程に組み込まれた。1978年から1981年までバート・カンシュタット - ヴァイブリンゲン区間は複々線で改修され、フェルバッハ - ヴァイブリンゲン区間には立体交差線路がシュヴェービシュ・ハル・ヘッセンタール方面の線路分岐の目的で設置された。その線路を通じてバクナング及びショルンドルフ方面のSバーン列車通行が可能となった。
1983年と1984年に欧州特急列車であるラインゴルト号がこの路線を経由してマンハイムからミュンヘンまで走行したことがある。この路線は観光目的で採択されたが、インターシティシステムの容量及び適合性不足のため欧州特急の路線から外された。シュトゥットガルト - ヴァイブリンゲン区間はドイツ連邦交通計画1985で整えられたニュルンベルク - シュトゥットガルト改良区間の一部であった。その改良計画はドイツ連邦交通計画1992には継承されなかった。1980年代の初期に、この路線に急行列車が導入され、1988年夏にはその列車の一時間間運行隔運行は広くなって、新型車両も投入された。1989年夏にこの列車の客車は地域急行列車 (RegionalSchnellBahn) と表示された。

### ドイツ鉄道時代

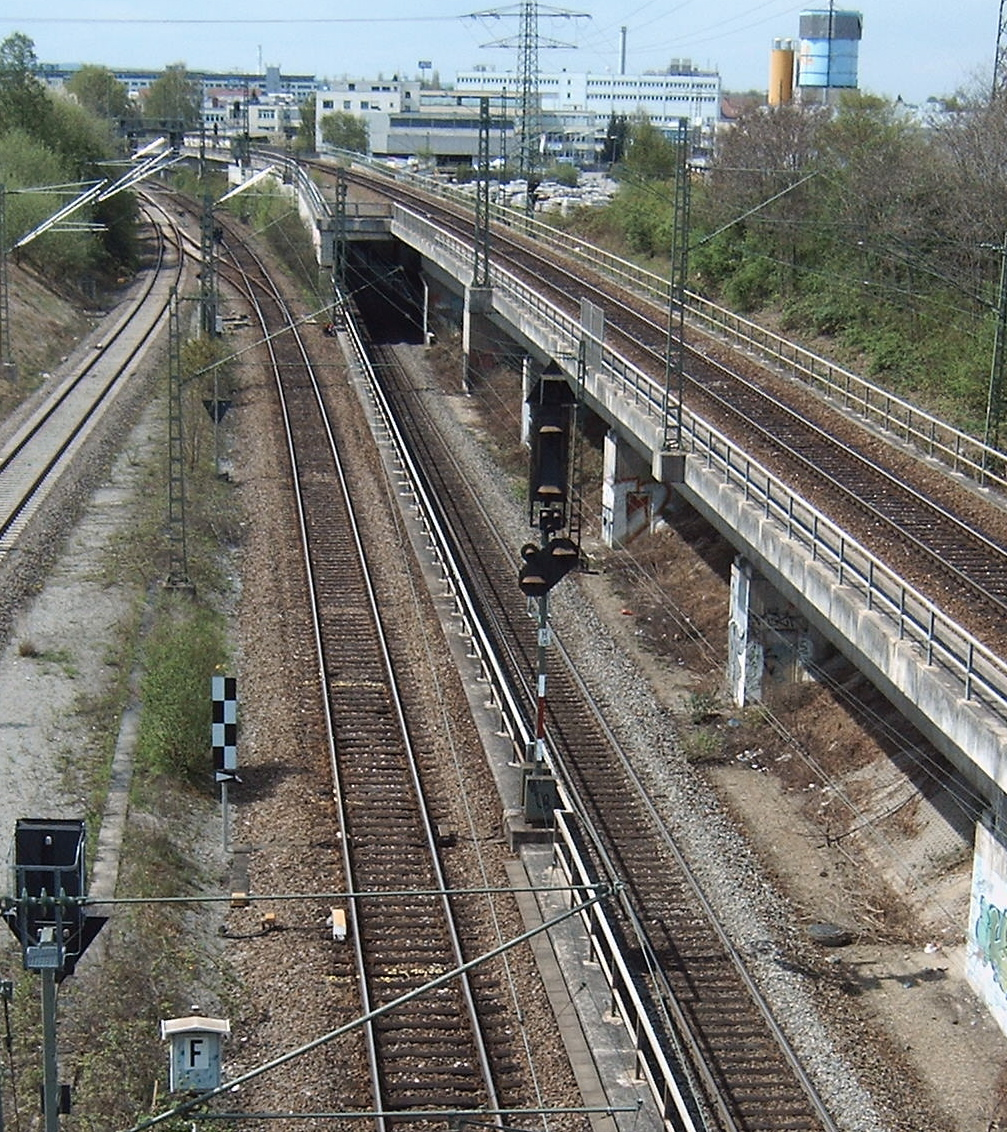
フェルバッハ - ヴァイブリンゲン区間の高架線路

1996年Sバーン列車の運行間隔は20分から15分に短縮され、ドイツて鉄道はその目的でヴァイブリンゲン - ショルンドルフ区間に線路を追加することを促進した。しかし1993年アーヘン工科大学で作成された研究報告書によれば、自動信号の閉塞区間 (Streckenblock) の短縮及びヴァイブリンゲン駅の改築で十分であると言われた。この工事は1993年当時の連邦鉄道との契約上に調整され、ヴァイブリンゲン - ショルンドルフ区間で複合信号装置が設備された。それでも信号システムは障害に影響されやすくて、その障害を解決する為に、2000年頃フェルバッハ - ヴァイブリンゲン区間には、急行列車とSバーン列車が同時にヴァイブリンゲン方向へ走行できるように、五番目の線路が追加された。ドイツ国内の他の路線と同じく、この路線にも小さな貨物列車用側線が旅客用線路のため廃止された。またシュヴェービシュ・グミュント駅の広い貨物駅も廃止されている。
2002年12月から2003年12月までラウフハイム - アウフハウゼン区間は、ビルトヴァーゼントンエルの入り口の地すべりのため、封鎖された。トンネル東側の入り口は入念に改築された。
この路線は2009年全般的に改修され47個の分岐器が新たに取り替えられた。ゴルツホェーフェ - ネルトリンゲン区間の乗降場もヴェストハウゼン駅、ラウフハイム駅、アウフハウゼン駅、ボプフィンゲン駅、プフアウムロッホ駅で新たに改築された。同年4月24日から10月15日までショルンドルフ - アーレン区間は2段階で封鎖された。工事の間に、地域輸送の部門には取り替えバスが運行され、インターシティ列車はムル線を経由した。2013年7月から9月まで、ヴァイブリンゲン - ショルンドルフ区間は改修された。それでS2列車は平日に30分間隔で、快速列車は一時間間隔で運行された。2019年初期にグルンバッハ - ヴァイブリンゲン区間の線路が完全に取り替えられ、列車運行に関する、二度の封鎖が不可避であった。
2019年6月9日イギリス系交通会社であるゴーアヘッド (Go-Ahead) のドイツ法人がDBレギオから地域輸送の運営権を引き受けた。

## 運行形態

### 遠距離輸送
- IC61：カールスルーエ - シュトゥットガルト - シュヴェービシュ・グミュント - アーレン - クライルスハイム - ニュルンベルク。120分間隔。

### 地域輸送
シュトゥットガルト - プリューダーハウゼン区間の運賃システムはシュトゥットガルト運輸連合 (Verkehrs- und Tarifverbund Stuttgart、VVS)により管理されている。ヴァルトハウゼン - ネルトリンゲン区間は東アルプモビル有限会社 (OstalbMobil GmbH、OAM) 運賃制の適用区間である。
- 快速列車（IRE 1）：カールスルーエ - シュトゥットガルト - ショルンドルフ - シュヴェービシュ・グミュント - アーレン。120分ごとに一本。ÖBB系列のゴーアヘッド運営[19]。使用車両はFLIRT3。
- 快速列車（RE 90）：シュトゥットガルト - バート＝カンシュタット - ヴァイブリンゲン - シュヴェービシュ・ハル・ヘッセンタール - クライルスハイム - ニュルンベルク。120分ごとに一本。ゴーアヘッド運営。
- 普通列車（MEX 13）：シュトゥットガルト - バート＝カンシュタット - ヴァイブリンゲン - ショルンドルフ - ウルバッハ - プリューダーハウゼン - ヴァルトハウゼン - ロルヒ - シュヴェービシュグミュント - ボェビンゲン - モェグリンゲン - アーレン (- ヴァッサーアルフィンゲン - ホーフェン - ゴルツホェーフェ - クライルスハイム)。30分 / 60分ごとに一本。ゴーアヘッド運営[19]。使用車両はIRE1系統と同じ。
- 普通列車（MEX 19）：シュトゥットガルト - バート＝カンシュタット - ヴァイブリンゲン - バクナング - ガイルドルフ西駅。60分ごとに一本（月〜金平日運行）。使用車両は3442形電車。
- 普通列車（RB 89）：アーレン - ヴァッサーアルフィンゲン - ゴルツホェーフェ - ヴェストハウゼン - ラウフハイム - アウフハウゼン - ボプフィンゲン - プフラウムロッホ - ネルトリンゲン - ドナウヴェルト。60分ごとに一本。ゴーアヘッド運営[20]。使用車両はミレオ。
- Sバーン（S 2）：シュトゥットガルト空港 - シュトゥットガルト - バート＝カンシュタット - ニュルンベルク街 - ゾンマーライン - フェルバッハ - ヴァイブリンゲン - ロンメルスハウゼン - シュテッテン＝バインシュタイン - エンダースバッハ - ボイテルスバッハ - グルンバッハ - ゲラートシュテッテン - ヴィンターバッハ - ヴァイラー - ショルンドルフ。15分ごとに一本[21]。使用車両は430形電車。
- Sバーン（S 3）：シュトゥットガルト空港 - シュトゥットガルト - バート＝カンシュタット - ニュルンベルク街 - ゾンマーライン - フェルバッハ - ヴァイブリンゲン - バクナング。15分 / 30分ごとに一本[21]。使用車両は423形電車。